# 백만송이 국민의 명령
백만송이 국민의 명령 또는 유쾌한 민란 <국민의 명령>은 국민 100만 명이 모여 5개로 분열되어 있는 야당을 불러모아 전국에서 골고루 지지받는 민주적인 야권단일정당을 만들어 내자는 시민운동이다. 2012년 민주진보정부 집권을 목표로 한 프로젝트로, 배우 문성근이 제안했다. 2010년 9월 2일 65명의 초기 제안자 그룹에서 시작하여, 2011년 3월 말 10만명을 넘어섰다.

## 공직선거법 위반 관련
2011년 1월 6일, 전라북도 선거관리위원회는 '한나라당의 재집권을 막고', '2012년 바꿉시다' 등의 구호를 문제 삼아 공직선거법 준수를 촉구하는 공문을 보냈다. 또한 라이트코리아 등 보수단체들은 '사실상의 사전선거운동이며 선관위의 경고도 무시하고 범법을 해서라도 목적을 달성하려 한다'고 주장하며, 1월 28일 배우 문성근을 공직선거법, 형법 등 위반 혐의로 검찰에 고발했다.
이에 대해 '국민의 명령' 공동집행위원장인 여균동 영화감독은 '2012년 바꿉시다'라는 구호가 선거법 위반이라는 선관위의 경고는 국민들이 판단할 수 있는 연결 고리를 없애려는 폭거라며 이를 비판하기 위해 국회의사당 앞 1인 시위를 벌였다.
한편, 2011년 4.27 재보궐 선거를 앞두고 삼척시 선거관리위원회에서는 "후보자 등록 등 선거가 시작된 시기에 강원도 내 각 시-군에서 야권통합을 촉구하거나 특정 정당에 소속돼 있는 현 대통령의 정책을 비판하면서 투표 참여를 권유하는 행위는 선거법에 위반된다”며 “법에 위반되지 않도록 적극 협력해달라”는 내용의 공문을 백만송이 국민의 명령에 2011년 4월 12일 발송했다.